# Centre sportif Bois-de-Boulogne
Pour les articles homonymes, voir Boulogne et Bois de Boulogne (homonymie).
Le Centre sportif Bois-de-Boulogne est un centre de soccer situé à Laval, en banlieue de Montréal, dans la province de Québec au Canada. Construit en 2005, il se caractérise par sa structure en bois pour un terrain intérieur synthétique de soccer et de 5 terrains extérieurs.

## Usages
Le Centre sportif Bois-de-Boulogne de Laval est un édifice dédié principalement à la pratique des sports d’équipe tel que le soccer, le Volley-ball et le Volley-ball de plage. On y pratique également la Gymnastique et le Badminton. Le centre abrite aussi les bureaux de différentes associations et ceux de la Fédération de soccer du Québec. Il fait également partie du Complexe Multi-Sports de Laval avec le Centre sportif Val-des-Arbres. 
Inauguré en septembre 2005, il est depuis un des plus importants centre de soccer au Canada. Cette réalisation fut initiée par l'Association régionale de soccer de Laval, qui a ensuite recueillie son financement des secteurs gouvernementaux, privés et collectifs pour la réalisation de son projet. De 2005 à 2017, il est la demeure et le terrain d’entraînement des Comètes de Laval, équipe de la défunte ligue USL W-League. Maintenant, le centre accueille plusieurs matches et tournois de niveau provincial et national, en plus d'être la résidence permanente des Roses de Montréal évoluant dans la Super Ligue du Nord,.Aussi on note la présence des joueuses et du staff du programme féminin de l’Académie du Club de Foot Montréal.

## Rénovation et agrandissement
En 2023-2024, des rénovations importantes sont apportées aux bâtiments du Centre sportif. Peu avant l’arrivé des Roses de Montréal, des réaménagements intérieurs sont réalisés afin de mieux accommoder le club des Roses et les médias.
Au mois de janvier 2025, le centre sportif annonce la construction d’estrades modulaires sur le terrain central extérieur. Ce nouveau Stade peut accueillir plus de 5500 supporteurs avec une section prestige. Cette nouvelle installation prend la désignation de « Stade Boréale » du nom de son commanditaire les bières Boréale.

## Contexte
Le Centre sportif Bois-de-Boulogne se distingue des autres installations sportives du Québec et de la grande majorité des bâtiments du Canada par sa charpente conçue en bois. Ce design est une réalisation de l'architecte français Jean-Claude Baudry. Initiant un mouvement au Québec, ce projet a pour but la démonstration et la diffusion des capacités physiques, écologiques et économiques de construction en bois.

## Organisation spatiale
Ce bâtiment se divise en trois zones, l'ensemble se développe latéralement selon ces zones.
La zone 1, principal attrait architectural, abrite le terrain de soccer intérieur. L'extérieur du bâtiment est recouvert de tôle blanche sur une forme arquée et s'apparente à un hangar à bateau. L'intérieur est entièrement fait de bois, les neuf immenses arcs de bois qui constituent l'essentiel de la structure offrent un immense espace libre. Ces arcs ont une portée de 72 mètres et s'élèvent jusqu'à 20 mètres du sol et représentent une prouesse architecturale. Cette section du bâtiment lui a valu le titre de la plus grande structure de bois au Canada. Pendant la saison froide de l’hiver, un terrain synthétique extérieur,près du bâtiment, est recouvert d’un dôme de chaleur: cette structure gonflable est faite d’une toile de tissus synthétique.
La zone 2 est dédiée aux bureaux, restaurant, accueil, vestiaires et abrite une salle de musculation. Elle se trouve entre les deux grands gymnases et se développe en « L » autour du plus petit des deux. Dans ces locaux, l'architecte a laissé apparente la structure qui les supporte. Le revêtement extérieur a les mêmes propriétés puisqu'il est aussi constitué de matière ligneuse légèrement orangée. Le bois a aussi l'avantage de procurer une certaine isolation sonore entre le centre de conditionnement physique, qui a un haut niveau de bruit, et les locaux administratifs.
La zone 3 est principalement destinée au volley-ball, au badminton et à la gymnastique. Ce gymnase de moindre envergure montre un autre type de structure en bois. Bien qu'il forme lui aussi un toit arqué, il est conçu uniquement de poutrelles droites. Plus petit, il propose une grande portée avec peu de matière et à moindre coût économique et écologique.